# بارنيت نيومان
بارنيت نيومان (بالإنجليزية: Barnett Newman) (المولود في التاسع عشر من يناير عام 1905 والمتوفي في الرابع من يوليو عام 1970) هو أحد الرسامين الأمريكان، ويُعتبر من الشخصيات البارزة في التعبيرية التجريدية ومن أولائل رسامي حقل اللون، لوحاته وجودية في شكلها ومحتواها، ومن الواضح أنها شُكلت بنية توصيل  شعور بالمكان والحضور الشخصي واحتمال حدوث غير المتوقع.

## النشأة
وُلد نيومان في مدينة نيويورك، وهو ابن لأسرة يهودية مهاجرة من بولندا، درس الفلسفة في كلية مدينة نيويورك وعمل مع أبيه في تجارة صناعة الملابس، ولاحقاً بدأ يكسب قوت عيشه كمعلم وكاتب وناقد، بدأ في رسم اللوحات من بداية 1930 وقال أنه يتبع الأسلوب التعبيري، ولكنه لاحقاً أتلف كل تلك الأعمال، قابل نيومان مُدرسة الفن أنالي جريينهوس في عام 1934 وتزوجاً لاحقاً في الثلانين من يونيو عام 1936.

## المهنة
ماذا سيكون تفسير الدافع الجامح للإنسان ليكون رساماً وشاعراً إن لم يكن لمقاومة هبوطه على الأرض وإصراره للعودة لجنة عدن؟  حيث الفنانون هم أول البشر.
-بارنيت نيومان
كتب نيومات مراجعات ومقدمات كتالوجات ونظم كذلك عدة معارض قبل انضمامه كعضو إلى  مجموعة أب تاون وبدأ معرضه الخاص في معرض بيتي بارسونز عام 1948، وبعد معرضه الأول بفترة وجيزة، أبدى نيومان رأيه في أحد جلسات الفنانيين في استوديو 35 وقال أننا في مرحلة جعل العالم إلى حد ما يُشبهنا، باستخدام مهاراته الكتابية حارب نيومان لدعم لوحته الجديدة كرسام وللترويج لعمله، مثال على ذلك رسالته التي ارسلها لسيدني جانيس في التاسع من أبريل عام 1955 يقول فيها، صحيح أن مارك روثكو يتكلم كمحارب، وقد حارب، ولكن لكي تخضع للعالم الفليستاني، صراعي ضد المجتمع البرجوازي ينطوي على الرفض الكامل لهم.
خلال الأربعينيات من القرن الثامن عشر، عمل نيومان بالأسلوب السريالي قبل أن يطور أسلوبه الخاص، وهذا الأسلوب يُعرف بمساحات ملونة مفصولة بخط أفقي أو بشريط بريدي كما يطلق عليه نيومان، في أول أعماله التي استخدم فيها الشريط البريدي، كانت الألوان منقشة ومنوعة ولكن لاحقاً أصبحت الألوان صافية وخفيفة، ظن نيومان أن أسلوبه بلغ النضج مع سلسلة لوحات أومينيت من عام 1948، يعبر الشريط البريدي عن الهيكل المكاني لللوحة بينما في نفس الوقت يفصل ويوحد المُركب، في عام 1944 حاول بارنيت نيومان شرح  الحركة الفنية الجديدة في أمريكا وأضاف قائمة للرجال في الحركة الجديدة، سريالي سابق مثل ماتا مذكور في القائمة، كذلك وولفجانج بالين بالين مذكور مرتين مع جوتليب وروثكا وبولوك وهوفمان وبازيوتس وجوركي وآخرون، مذرويل مذكور أيضا مع علامة استفهام، ظل شريط البريد سمة ثابتة في أعمال نيومان خلال حياته، في بعض لوحات الخمسينيات من القرن العشرين، مثل لوحة البرية والتي يعد طولها ثمانية أقدام وعرضها بوصة (2.43 متر في 4.1 سنتيمتر)، كل ما كانت تحتويه اللوحة هو الشريط، صنع نيومان أيضا عدة منحوتات وهي في الأساس عبارة عن أشرطة بريدية ثلاثية الأبعاد.
بالرغم من أن لوحات نيومان تبدو تجريدية بالكامل والعديد من اللوحات لم تُسمى في وقتها، لمّحت الأسماء التي أعطاها لللوحات لاحقاً لمواضيع معينة يجري تناولها وعادة ما تكون ذو خلفية يهودي، على سبيل المثال سُميت لوحتين من بداية خمسينيات القرن العشرين بآدم وحواء، هناك أيضا لوحة الملاك أوريل عام 1954 ولوحة إبراهيم عام 1949،وهي لوحة سوداوية جدا، ورغم أنها تأخذ أسم شخصية من الكتاب المقدس فهي أيضا تحمل نفس أسم أب نيومان الذي توفي عام 1947.
بدأت سلسلة لوحات درب الصليب باللون الأبيض والأسود من عام 1985 إلى 1966 بفترة وجيزة من استعادة نيومان لصحته بعد سكتة قلبية، حيث تعتبر ذروة إنجازاته، تُرجم عنوان السلسلة بلماذا تخليت عني، وهي الكلمات الأخيرة التي تحدث بها المسيح على الصليب حسب ما ذٌكر في العهد الجديد، رأى نيومان أن هذه الكلمات تملك معاني عالمية في وقته، وكذلك اعتُبرت هذه السلسلة لاحقاً كتذكار لضحايا الهولوكوست.
في أعماله اللاحقة مثل سلسلة لوحات الذي يخاف من اللون الأحمر والأصفر والأزرق، استعمل نيومان في الغالب ألوان صافية وبهيجة على لوحات كبيرة، لوحة نور آنا عام 1968 والتي سماها في ذكرى آمه التي توفيت عام 1965 هي أكبر لوحاته، حيث عرضها 28 قدم وطولها 9 أقدام (8.5 في 2.7 متر)، عمل نيومان أيضا على لوحات قماشية مسبوكة في وقت متقدم من حياته، على سبيل المثال لوحة شارتر عام 1969، كونها تمثل مثلث، نيومان عاد إلى النحت بصنع أعداد قليلة من القطع الملساء من الفولاذ، استمرت هذه اللوحات بالألوان الأكرليكية عوضاً عن الألوان الزيتية التي كان يستخدمها في أعماله الأولى، من بين منحوتاته منحوتة المِسلة المحطمة عام 1963،وهي  أصخم وأشهر منحوتاته حيث تُصور مِسلة مقلوبة يقف رأسها على  قمة هرم.

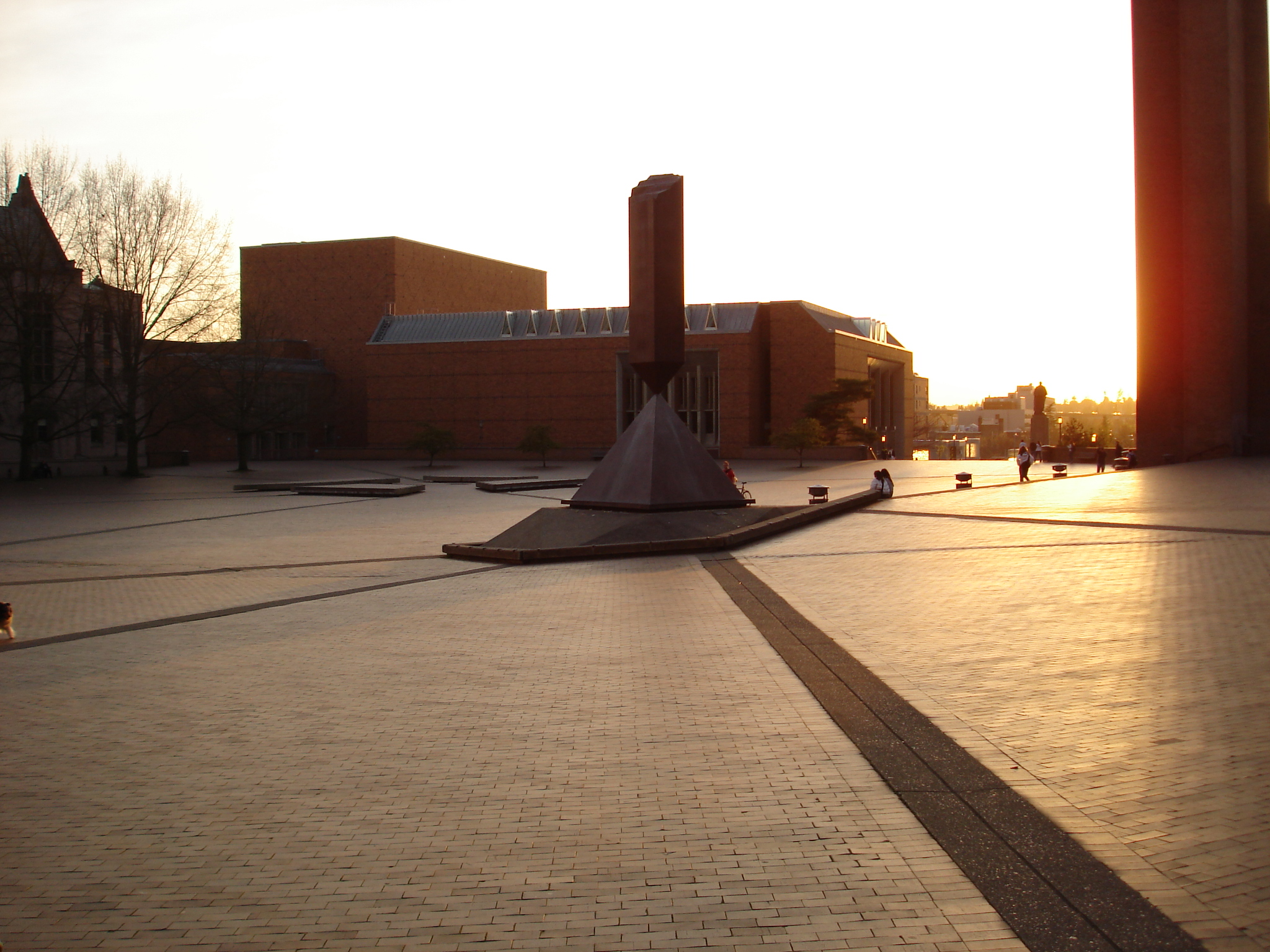
المسلة المحطمة في الساحة الحمراء بجامعة واشنطن

صنع نيومان أيضا سلسلة من الطباعات الحجرية، منها الثمانية عشر كانتوس من عام 1963 إلى عام 1964 والتي اعتبرها كمُذكر للموسيقى كما يقول نيومان، وقام أيضا بعمل عدد من التنميشات.
يُصنف نيومان عادة بأنه فنان تعبييري تجريدي بفضل أعماله في مدينة نيويورك في خمسينيات القرن العشرين وارتباطه مع فناين آخرين من المجموعة ولتطوير أسلوب تجريدي يدين بالقليل من الفضل أو حتى لا شيء للفن الأوروبي، مع ذلك، وبسبب رفضه للفرشاة التعبيرية المُوظفة من فنانين تعبيرين تجريدين مثل كليفورد ستيل ومارك روثكو، واستعماله للألوان المسطحة للمناطق ذات الزوايا الحادة يُعتبر نيومان رائد ما بعد التجريدية التصويرية والأعمال الأدنوية لفنانين مثل فرانك ستيلا.
لم يُقدر نيومان كفنان لفترة طويلة من حياته، حيث غُفل عنه  لصالح فنانين آخرين يسخدمون ألوان نابضة أكثر مثل جاكسون بولوك، صحيح أن الناقد المؤثر كليمنت غرينبيرغ كتب عن نيومان بحماس، ولكن نيومان لم يُؤخذ بمحمل الجد إلا في آخر حياته، مع ذلك كان له أثر كبير على العديد من الفانين الصغار أمثال دونالد جود وفرانك ستيلا وبوب لاو.

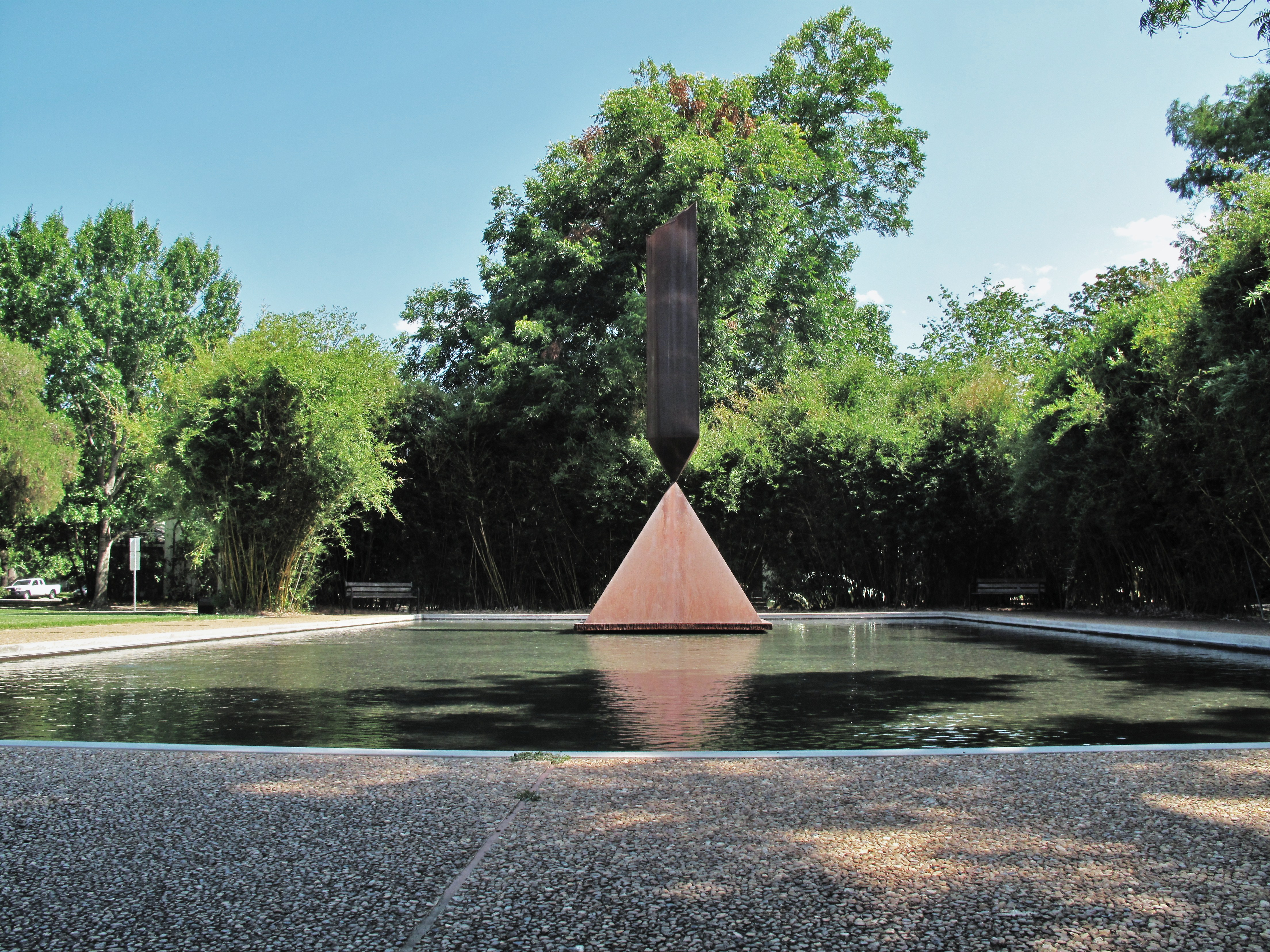
المسلة المحطمة ، روثكو تشابل ، هيوستن ، تكساس

## إرثه
توفي نيومان في مدينة نيويورك بسكتة قلبية عام 1970.
أنشئت أرملة نيومان بعد تسعة سنين من وفاته مؤسسة بارنيت نيومان، لا تقوم المؤسس برعاية أعمال نيومان الرسمية فقط، بل تعمل أيضا على تشجيع دراسة وفهم حياة نيومان وأعماله، كان للمؤسسة دور فعال في كتابة كاتالوج أعمال نيومان في عام 2004، ممثل حقوق الطبع والنشر في الولايات المتحدة لمؤسسة بارنيت نيومان هو أحد أعضاء جمعية حقوق الفنانين.
وفي عام 2018، منحت المؤسسة أكثر من سبعين عمل فني للمتحف اليهودي في نيويورك.

## سوق الفن
بعد ما اكتشف نيومان توجهه الفني في عام 1948، قرر هو وزوجته بأن عليه تسخير كل طاقته في أسلوبه الفني، عاشاً تقريباً طوال حياتهما على ما يكسبه نيومان من راتبه في التعليم حتى خمسينيات القرن العشرين عندما بدأت لوحات نيومان في البيع بالتتالي، لوحة أوليسيس (عام 1952) ذات الطلاء الأزرق والأسود، بيعت عام 1985 بمليون وخمس مئة وخمسة وتسعين ألف دولار في دار سوذبيز للمزادات لصالح هاوي تجميع أمريكي لم يُفصح عن اسمه، أُودعت بواسطة الشريك المؤسس لمايكروسوفت  بول ألين والذي كان جزء من مؤسسة فريدريك ر. وايزمان الفنية، وبيعت لوحة نيومان ذات 8.5 في 10 أقدام والمسماة اونيمينت في آي (عام 1953) بمبلغ قياسي يبلغ ثلاثة وأربعين مليون دولار في دار سوذبيز للمزادات في نيويورك عام 2013 وبيعها كُفل عبر كافل من طرف ثالث لم يكشف عن نفسه،
تم التفوق على هذا الرقم في الثالث عشر من شهر مايو عام 2014 عندما بيعت لوحة الحريق الأسود الأولى بأربعة وثمانين مليون دولار.

## وصلات خارجية
- بارنيت نيومان على موقع الموسوعة البريطانية (الإنجليزية)
- بارنيت نيومان على موقع ميوزك برينز (الإنجليزية)
- بارنيت نيومان على موقع إن إن دي بي (الإنجليزية)